# 遜清皇室小朝廷

遜清皇室小朝廷
遜清小朝廷／清室小朝廷
遜清皇室小朝廷
逊清皇室小朝廷

北京皇城見取図

遜清皇室小朝廷（そんしんこうしつしょうちょうてい、繁体字台湾語: 遜清皇室小朝廷、簡体字中国語: 逊清皇室小朝廷、略称遜清小朝廷(そんしんしょうちょうてい)、清室小朝廷(しんしつしょうちょうてい)、通称満清小朝廷(まんしんしょうちょうてい)、紫禁城小朝廷(しきんじょうしょうちょうてい)、宣統小朝廷(せんとうしょうちょうてい)、溥儀小朝廷(ふぎしょうちょうてい)）は、1912年2月「清室優待条件」により、 1912年12月に孝定景皇后は、清室優待条件を受け入れ、清の公式な滅亡を宣言する宣統帝退位詔書を発布した。 北京の紫禁城において維持された清朝皇室自体の呼称。1924年11月まで継続されたが北京政変により廃された。

## 参考図書
- 愛新覚羅溥儀『わが半生　「満州国」皇帝の自伝』 上・下、小野忍・新島淳良・野原四郎／訳、筑摩書房〈筑摩叢書〉、1977年12月。
  - 愛新覚羅溥儀『わが半生　「満州国」皇帝の自伝』 上、小野忍・野原四郎・新島淳良・丸山昇／訳、筑摩書房〈ちくま文庫〉、1992年12月。ISBN 4-480-02662-2。
  - 愛新覚羅溥儀『わが半生　「満州国」皇帝の自伝』 下、小野忍・野原四郎・新島淳良・丸山昇／訳、筑摩書房〈ちくま文庫〉、1992年12月。ISBN 4-480-02663-0。
- レジナルド・ジョンストン『完訳 紫禁城の黄昏』（上下．中山理／訳、渡部昇一 ／監修、祥伝社、2005年）。ISBN 4-396-65032-9＆ISBN 4-396-65033-7。／文庫再刊、2008年
- 凌海成『最後の宦官　溥儀に仕えた波乱の生涯』（斌華、衛東／共訳、旺文社　1988年、河出文庫　1994年）
- 舩木繁『皇弟溥傑の昭和史』（新潮社 1989年）
- 秦国経編著『溥儀　1912-1924　紫禁城の廃帝』（宇野直人、後藤淳一／共訳　東方書店　1991年）
- 王慶祥『溥儀・戦犯から死まで　最後の皇帝溥儀の波瀾にみちた後半生』（王象一、徐耀庭／共訳　学生社　1995年）
- 賈英華『愛新覚羅溥儀最後の人生』（日中文化学院監訳、時事通信社　1995年）
- 李淑賢『わが夫、溥儀―ラストエンペラーの妻となって』（王慶祥／編、林国本／訳　学生社、1997年）ISBN 978-4-311-60326-6
- 賈英華『最後の宦官秘聞　ラストエンペラー溥儀に仕えて』（林芳／NHK出版監訳、日本放送出版協会　2002年）
- 入江曜子『溥儀―清朝最後の皇帝』（岩波新書、2006年）ISBN 978-4-00-431027-3